# Lintneria smithi
Lintneria smithi ist ein Schmetterling (Nachtfalter) aus der Familie der Schwärmer (Sphingidae). Die Art wurde von Tuttle (2007) mit einer Reihe von anderen Arten der Gattung Sphinx in die Gattung Lintneria Butler, 1876 gestellt.

## Merkmale
Die Falter haben eine Vorderflügellänge von 34 bis 43 Millimeter. Die Art sieht Lintneria istar ähnlich. Lintneria smithi ist im Allgemeinen kleiner als die ähnliche Art. Die schwarz-weiße Musterung auf der Oberseite der Vorderflügel, die von der Flügelspitze zur Basis läuft, ist bei Lintneria smithi in zwei Teile getrennt. Einmal durch einen blassen braunen Strich, der vom Diskalfleck zur Flügelspitze reicht und einmal durch einen blassen braunen Fleck, der unterhalb des Diskalflecks in der Mitte zwischen diesem und dem Flügelinnenrand liegt. Die Musterung der Vorderflügel ist variabel. Der subbasale braune Fleck kann bei manchen Individuen stark reduziert sein.
Von Lintneria xantus unterscheidet sich die Art auch durch ihre geringe Größe und damit durch die kürzeren Vorderflügel, die an der Spitze mehr gerundet sind und durch kürzere Hinterflügel. Auch sind bei ihr die hellen Bereiche, die die schwarz-weiße Musterung trennen, kleiner ausgebildet als bei der ähnlichen Art. Es fehlt ihr außerdem die doppelte weiße Zickzackmarkierung am Flügelhinterrand. Bei Lintneria lugens ist die Musterung etwas diffuser und die blassen Bereiche am Flügel sind kleiner. Auch ist der Flügelsaum bei Lintneria smithi mehr weiß. Die Unterseite der Vorderflügel ist basal bei Lintneria smithi blasser als bei Lintneria xantus. Das Postdiskalband ist breiter und mehr weiß gefärbt. Die Oberseite der Hinterflügel ist basal mehr schwarz als bei Lintneria xantus. Das weiße Postdiskalband ist schmaler und stärker gekurvt.
Der Kopf, die Bauchbeine und die Grundfarbe der Raupen sind im dritten und vierten Stadium blassgrün. Das große, schwarze Analhorn ist fleischig, mit körniger Oberfläche und hat eine weiße Spitze. Am zweiten Segment des Thorax befindet sich ein fleischiger Fortsatz. Der gesamte Körper ist mit kleinen weißen Sekundärborsten versehen, die die Oberfläche körnig strukturiert wirken lassen. An den Seiten des Körpers befinden sich sieben Paar schräge weiße Streifen, die am Anfang eines jeden Segments beginnen und sich am Rücken des nächsten Segments fortsetzen. Die orangebraunen Stigmen sind weiß gerandet. Das erste Stigma am Hinterleib ist breit schwarz umrandet. Im fünften Stadium haben die Raupen nunmehr eine cremefarbene Grundfarbe und sind stark mit dunkelbraunen, fast schwarzen Punkten versehen. Zwischen diesen Punkten sind sieben weiße, schräge Seitenstreifen am Körper, die gleich verlaufen, wie bei den vorhergehenden Stadien. An den Seiten des Körpers verläuft je ein schwacher Längsstreifen. Die Stigmen sind schwarz und dünn orange und wiederum breit schwarz gerandet. Statt des fleischigen Fortsatzes am Thorax ist ein großer Buckel ausgebildet, der zwei große schwarze Flecke trägt, die weiß umrandet sind. Das kurze Analhorn ist stark gekrümmt und hat eine glänzend schwarze Farbe. Es sind zwei Farbmorphen bekannt. Bei der einen ist der Kopf hell limettengrün und trägt ein Paar vertikaler schwarzer Streifen, die beidseits auffällig weiß gerandet sind. Die Grundfarbe der Thoraxsegmente ist auch limettengrün und eine ebensolche Färbung findet sich verteilt auf dem übrigen Körper. Die zweite Farbmorphe hat einen schwarzen Kopf mit einem Paar weißer vertikaler Streifen. Der Thorax hat eine schokoladenbraune Grundfarbe und die Musterung des Körpers ist dunkler als bei der anderen Farbmorphe. Die braune Farbmorphe ist schwer von den Raupen von Lintneria istar zu unterscheiden. Zwar ist die Subdorsallinie nur bei Lintneria smithi ausgebildet, man kann diese Linie aber bei manchen Individuen nur sehr schwer erkennen. Eindeutiges Unterscheidungsmerkmal sind die Stigmen, die bei der ähnlichen Art nicht orange umrandet sind. Dieses Merkmal ist bei der grünen Farbmorphe unverkennbar, bei der braunen aber auch schwierig zu erkennen.
Die Puppe ist kastanienbraun bis tief violett gefärbt. Sie hat eine glatte Oberfläche. Ihre ziemlich kurze Rüsselscheide ist frei, liegt aber dicht am Körper an. Der ziemlich raue Kremaster ist schwarz und endet in einer langen, scharfen Spitze. Von der ähnlichen Puppe von Lintneria istar unterscheidet sich die von Lintneria smithi insbesondere durch die anliegende Rüsselscheide.

## Vorkommen
Die Art ist nur von den Atascosa Mountains und den Patagonia Mountains im Santa Cruz County und den Huachuca Mountains im Cochise County in Arizona und von Sonora in Mexiko bekannt. Es ist jedoch davon auszugehen, dass sie auch in anderen mexikanischen Bundesstaaten vorkommt.
Die Tiere besiedeln felsige Hänge und Canyons.

## Lebensweise
Die Falter fliegen am späten Abend zwischen 20.00 und 23.00 Uhr Lichtquellen an. Man findet sie auch beim Blütenbesuch, wo sie an Macrosiphonia brachysiphon nachgewiesen ist. Mehr ist über die Lebensweise der adulten Tiere nicht bekannt.

### Flug- und Raupenzeiten
Die Falter fliegen von Mitte Juli bis Mitte August während der Sommerregenfälle. Es ist sehr sicher, dass die Art in einer Generation pro Jahr fliegt.

### Nahrung der Raupen
Die Raupen sind an Salvia parryi nachgewiesen.

## Entwicklung
Die Weibchen legen ihre weißlichen Eier einzeln an beiden Seiten der Blätter der Raupennahrungspflanzen ab. Die Raupen leben als Einzelgänger und fressen tagsüber offen auf den Pflanzen sitzend. Die Verpuppung erfolgt in einer Kammer im Erdboden.

## Belege